# Last Call (court métrage, 2013)
Pour les articles homonymes, voir Last Call.
Last Call est un court métrage de guerre français réalisé par Camille Delamarre, sorti en 2013,.

## Fiche technique
- Titre : Last Call
- Réalisation : Camille Delamarre
- Scénario : Camille Delamarre, Cécile Larripa
- Producteurs : Camille Delamarre, Emeline Rodelas, Nicolas Jourdier, Gaël Cabouat, Elodie Baradat et David Atrakchi
- Genre : action, drame et guerre
- Durée : 13 minutes

## Distribution
- David Atrakchi : Jason
- Sophie Meister : Jamie
- Zazie Pruvot : Lily
- Florent Guyot : Carpenter
- Richard Keep : Steve

## Distinctions
- 2015 : Festival international du court-métrage de l'Outaouais[3] : lauréat du Prix coup de cœur